# レイリーの定理
数学におけるレイリーの定理とは、1より大きい無理数が、床関数によって自然数全体を互いに素な2つの集合に分ける方法を与える定理である。
1894年に言及した物理学者レイリー卿に由来する。
得られた集合の元を小さい順に並べたものをビーティ数列と呼ぶため、ビーティの定理と呼ばれることもある。

## 概要
1 より大きい実数 r, s に対して、
(R1) r, s が無理数で、{\displaystyle {\frac {1}{r}}+{\frac {1}{s}}=1}
ならば、
(R2) 床関数による表示の数列
{\displaystyle B_{r}=\{\lfloor nr\rfloor \,|\,n\in \mathbb {N} \}}, {\displaystyle B_{s}=\{\lfloor ns\rfloor \,|\,n\in \mathbb {N} \}}
の項全体は、重複がなく自然数全体を取る。
（注1）集合の元に重複がないだけでなく、数列の項に重複がない。
（注2）(1 <) r < s ならば 1 < r < 2 < s である。
この定理は逆も成り立つ。

## 例
r = √2 は 1 より大きい無理数である。このとき、1/r + 1/s = 1 より s = 2 + √2 となる。このとき、数列 Br, Bs の項を順に並べると、次の表のようになる。
| n  | 1 | 2 | 3  | 4  | 5  | 6  | 7  | 8  | 9  | 10 | 11 | 12 | 13 | 14 | 15 | 16 | 17 | 18 | 19 | 20 | … |
| Br | 1 | 2 | 4  | 5  | 7  | 8  | 9  | 11 | 12 | 14 | 15 | 16 | 18 | 19 | 21 | 22 | 24 | 25 | 26 | 28 | … |
| Bs | 3 | 6 | 10 | 13 | 17 | 20 | 23 | 27 | 30 | 34 | 37 | 40 | 44 | 47 | 51 | 54 | 58 | 61 | 64 | 68 | … |

## 証明
r > 1, s > 1 とする。(R1) と (R2) は同値となるが、それを証明するために、まず必要性・十分性のどちらの議論にも必要なことを述べておく。
N を任意の自然数とする。
{\displaystyle \lfloor nr\rfloor \leq N} …① を満たす自然数 n が i個、
{\displaystyle \lfloor ns\rfloor \leq N} …② を満たす自然数 n が j個
であるとする。
①より
{\displaystyle \lfloor ir\rfloor \leq N<\lfloor (i+1)r\rfloor }
{\displaystyle ir<N+1\leq (i+1)r}
{\displaystyle i<{\frac {N+1}{r}}\leq i+1} …③
同様に
{\displaystyle j<{\frac {N+1}{s}}\leq j+1} …④
③ + ④ より
{\displaystyle i+j<(N+1)\left({\frac {1}{r}}+{\frac {1}{s}}\right)\leq i+j+2} …⑤
（(R1) ⇒ (R2) の証明）
r, s は無理数より、③, ④の等号は成り立たない。故に⑤, 1/r + 1/s = 1 より
{\displaystyle i+j<N+1<i+j+2}
N + 1 は整数より N + 1 = i + j + 1, ∴ N = i + j。
N の任意性より、数列 Br, Bs の項全体は、自然数全体を重複なく取る。
（(R2) ⇒ (R1) の証明）
(R2) より N = i + j …⑥
⑤, ⑥より
{\displaystyle N<(N+1)\left({\frac {1}{r}}+{\frac {1}{s}}\right)\leq N+2}
{\displaystyle {\frac {N}{N+1}}<{\frac {1}{r}}+{\frac {1}{s}}\leq {\frac {N+2}{N+1}}}
N → ∞ とすると、はさみうちの原理より
{\displaystyle {\frac {1}{r}}+{\frac {1}{s}}=1} …⑦
r または s は有理数と仮定する。このとき⑦より r も s も有理数である。
r =: a/b, s =: c/d（a～d は自然数）とおくと、⌊bc⋅r⌋ = ⌊ad⋅s⌋ となり項が重複しないことに矛盾。
故に r, s は無理数である。■